# 邊界列表

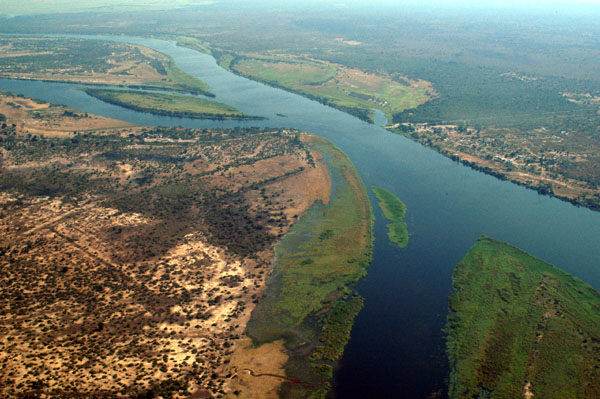
赞比西河交界：納米比亞（左上）、尚比亞（上）、辛巴威（右下）、波札那（左下）

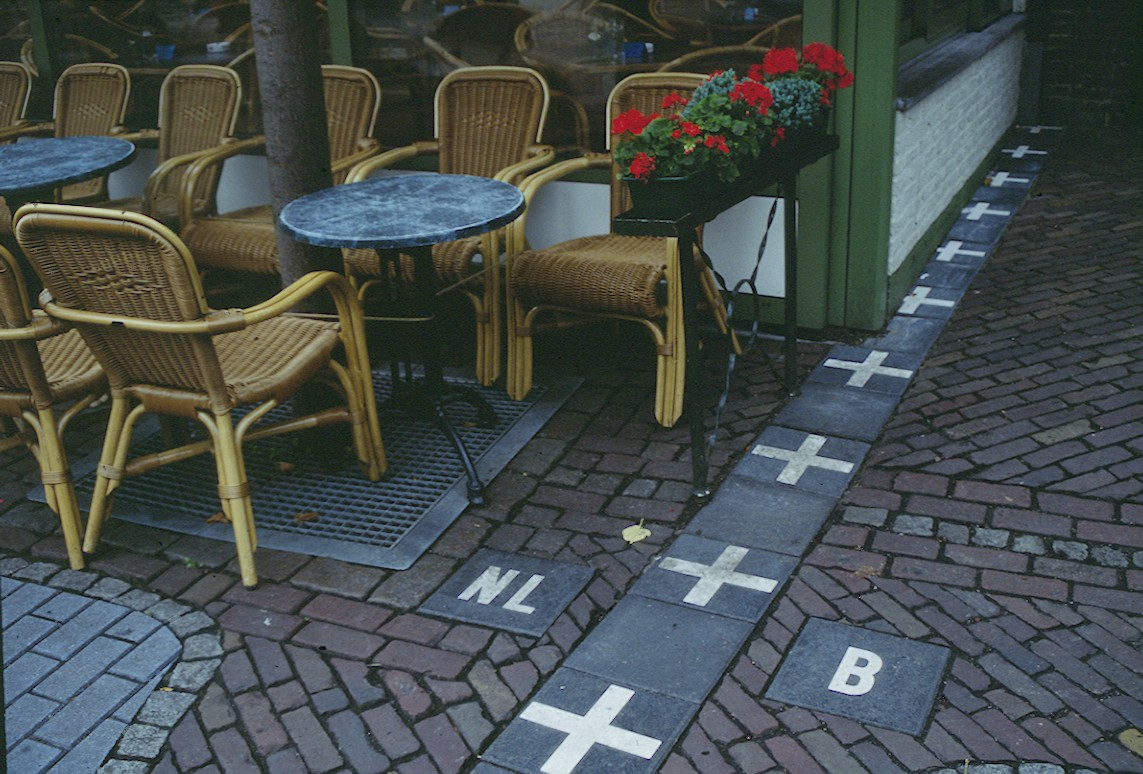
荷蘭（圖左）與比利時（圖右）在巴勒納紹的國界線（地面上的白十字記號）

邊界列表涵蓋國家和領土之間的陸地和海上邊界。 

## 概念
国界有人为和天然的两种，人为的例如界碑、界墙、运河等，天然的例如山脉河川等，但事实上即使有了天然国界，也还需要划定人为界线。可通過條約作書面上的规定，或以實體的界標作實地规定。要经过“定界”和“划界”两种手续，定界是概念上用条约文字来确定国界的走向和地位，绘制有国界线的地形详图，并作国界通过地点的简单记录等，划界是到现场实地去划定實體的界线，通常由缔约国共同组织进行的。对于根据有关国家的双边条约划定的国界，单方面不得加以改变。
設有邊防檢查的邊界地區稱為口岸，在主要通商的口岸设有海关、出入境管理及檢疫設施，也就是CIQ。

## 列表
- 陆地边界长度列表
- 各國鄰國列表
- 按海洋邊界劃分的國家和領土列表（英语：List of countries and territories by maritime boundaries）
- 國際邊界河流列表（英语：List of international border rivers）
- 陸地邊界列表及建立日期（英语：List of land borders with dates of establishment）
- 政治和地理邊界列表（英语：List of political and geographic borders）